# Orachrysops montanus
The Golden Gate Blue (Orachrysops montanus) là một loài bướm ngày thuộc họ Bướm xanh. Loài này có ở Nam Phi, nơi Loài này có ở montane grassland in the Golden Gate Highlands.
Sải cánh dài 28–36 mm đối với con đực và 24–30 mm đối với con cái. Con trưởng thành bay từ tháng 12 đến tháng 1. Có một lứa một năm.
Ấu trùng ăn Indigofera species.